# Adromischus roanianus
Adromischus roanianus är en fetbladsväxtart som beskrevs av Uitew.. Adromischus roanianus ingår i släktet Adromischus och familjen fetbladsväxter. Inga underarter finns listade i Catalogue of Life.